# هاي بارك

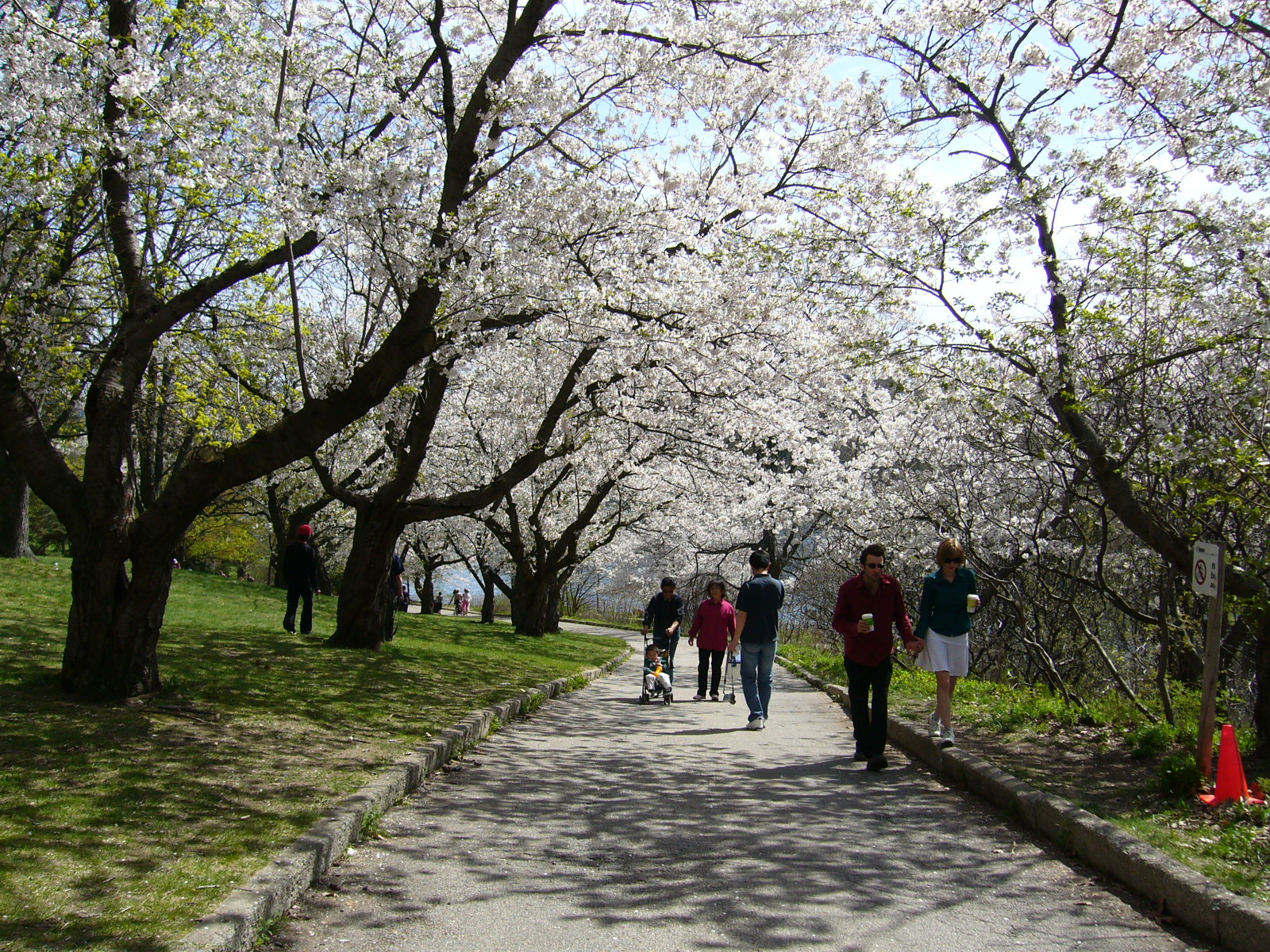
حديقة هاي بارك في الربيع

هاي بارك High Park هي أكبر حديقة عامة في مدينة تورنتو بمقاطعة أونتاريو بكندا على مساحة 161 هكتار أي ما يعادل (398 فدان, 1.61 كم²) في غرب المدينة وشمال بحيرة أونتاريو. تستخدم الحديقة للتنزه وممارسة عدة أنواع من الرياضة لتجهيز الحديقة بوسائلها ومستنبت طبيعي وممارسة بعض النشاطات التعليمية والثقافية.